# Yakuza 0
Yakuza 0 —  пригодницька гра, розроблена Ryu Ga Gotoku Studio і видана компанією Sega. Це шоста гра основної частини франшизи Yakuza і приквел до решти ігор серії. Дія відбувається у 1988 році, за 7 років до подій оригінальної гри. Продовжуючи традицію, започатковану попередніми частинами серії, тут кілька ігрових персонажів — головний герой серії Казума Кірію та постійний другорядний персонаж всіх ігор серії Ґоро Маджіма. Yakuza 0 була випущена на платформах PlayStation 3 і PlayStation 4 у березні 2015 року в Японії та у травні того ж року в Тайвані, а двома роками пізніше портована ексклюзивно для PlayStation 4 у Північній Америці та Європі. Гра з'явилася на Microsoft Windows у серпні 2018 року, на Xbox One у лютому 2020 року та на Amazon Luna у червні 2021 року. Безкоштовний супровідний ігровий додаток для PlayStation Vita під назвою Yakuza 0: Free to Play Application for PlayStation Vita випустили в Японії в лютому 2015 року. Розширена версія під назвою Yakuza 0: Director's Cut випустили 5 червня 2025 року на Nintendo Switch 2.
Гра отримала загалом схвальні відгуки критиків і значною мірою відповідальна за зростання популярності та продажів франшизи поза Японією, хоча до цього серія вважалася маловідомим і нішевим продуктом. Yakuza Kiwami — ремейк оригінальної гри, вийшов через рік після Yakuza 0. Вона значною мірою використовує рушій, графічний стиль і бойову систему Yakuza 0, а також має деякі наративні зміни, які посилюють сюжетний зв'язок між цими двома тайтлами.

## Ігровий процес

Геймплей під час бойового зіткнення: на екрані життєві показники ігрового персонажа, а саме шкала здоров'я та адреналіну, зверху зліва відображається вибраний в цей момент бойовий стиль та використана зброя; також на екрані відображається міні-мапа ігрової локації та ігрова валюта отримана протагоністом впродовж даного бою

Yakuza 0 — це пригодницька гра у жанрі побий усіх з відкритим світом і видом від третьої особи. Дія гри відбувається з грудня 1988 по січень 1989 року в Камурочо́, вигаданому, але реалістичному відтворенні кварталу червоних ліхтарів Шінджюку, та Со́тенборі, вигаданому районі Осаки, заснованих на Кабукічо та Дотонборі відповідно. Гра має двох протагоністів, які діють незалежно один від одного: Казума Кірію та Ґоро Маджіма, управління якими передається гравцю у визначені моменти сюжету.
Головним нововведенням Yakuza 0 є додавання кількох бойових стилів для обох протагоністів, між якими можна перемикатися прямо посеред бою. По три бойові стилі доступні обом героям з самого початку їхньої пригоди: для Кірію це збалансований стиль «Задира» (англ. Brawler), повільний і потужний стиль «Звір» (англ. Beast) та слабкий, але швидкий стиль «Шаленець» (англ. Rush); в той час як Маджіма використовує збалансований стиль «Забіяка» (англ. Thug), важкий стиль з битою «Відбивач» (англ. Slugger) та жвавий і дещо комічний стиль на основі брейкдансу «Брейкер» (англ. Breaker). Після завершення своїх побічних квестових лінійок обидва герої відкривають для себе червертий, легендарний стиль, — «Дракон Доджіми» для Кірію та «Скажений пес» для Маджіми. Замість класичних для серії очок досвіду, Yakuza 0 використовує ігрову валюту отриману в боях або за побічну діяльність. Гроші тут видаються щедріше, ніж у попередніх частинах, причому кожне бойове зіткнення надає суму грошей еквівалентну різноманіттю бойових прийомів використаних гравцем, загальному часу витраченому на бій та іншим факторам. Ігрову валюту можна використати для вивчення нових прийомів, підвищення життєвих показників протагоністів, наприклад, збільшення шкали здоров'я та шкали адреналіну (англ. Heat mode), що дозволяє використання особливо ефектних добивань, або на придбання спорядження, предметів для зцілення, а також на різноманітні міні-ігри та побічні активності.
Гравці можуть вільно пересуватися по Камурочо та Сотенборі, взаємодіяти з іншими персонажами, щоб отримати побічні завдання, битися з ворогами, або грати в міні-ігри. Виконання певних завдань, наприклад, скуштувати всі страви в ресторані або набрати певну кількість балів у міні-грі, також дає гравцю окрему валюту, яку можна витратити на додаткові бонуси, такі як спеціальне екіпірування та інші предмети. Крім того, обом протагоністам Yakuza 0 доступно по одній, ексклюзивній для кожного з них, масштабній міні-грі з власною сюжетною лінійкою — Кірію займатиметься скуповуванням нерухомості в Камурочо і охороною свого майна від рейдерських атак, в той час як Маджіма управлятиме кабаре-клубом, де буде наймати провідних хостесс Сотенборі та переманювати клієнтів у своїх конкурентів.
Традиційно для серії, в Yakuza 0 представлений широкий асортимент міні-ігор, всього яких тут двадцять п'ять: класичні аркадні ігри Sega (Out Run (1986), Super Hang-On (1987), Space Harrier (1985), Fantasy Zone (1986)), пул, дартс, диско танці, боулінг, рибалка, кишенькові перегони, бейсбольні клітки, караоке, маджонґ, шьоґі, кой-кой, ойчо-кабу, ці-ло, чо-хан, блекджек, покер, рулетка, телефонний клуб, котячі бої, «Кабаре Клуб Цар», «Реал Естейт Роял».

## Сюжет

### Сетинг
Дія Yakuza 0 відбувається наприкінці 1988 року, під час епохи японської фінансової бульбашки, коли ціни на нерухомість і фондові ринки були сильно завищені. Двома головними героями гри є Казума Кірію (Такая Курода) — найнижча ланка Клану Тоджо в Токіо, одного з найсильніших кланів якудза в Японії; та Ґоро Маджіма (Хіденарі Уґакі) — колишній якудза клану Тоджо, який відбуває покарання в Сотенборі за свою роль у невдалій операції клану три роки тому. Обидва протагоністи втягнуті в конфлікт навколо так званого «Порожнього лоту» — невеликої ділянки землі в Камурочо, що є наріжним каменем проєкту ревіталізації. В епіцентрі сюжету — Макото Макімура (Міюкі Саваширо), сліпа жінка, яка успадкувала право власності на цю ділянку.

### Синопсис
У грудні 1988 року двадцятирічний якудза найнижчого рангу з сім'ї Доджіма, Казума Кірію, звинувачений у вбивстві на порожній ділянці в Камурочо, Токіо. Оскільки цей шмат землі є останньою ділянкою, яку Тоджо необхідно викупити, для отримання прибуткового урядового контракту на повну реконструкцію району, ділянка стала мішенню для патріарха однієї з організацій клану, Сохея Доджіми (Хісао Еґава), якому її придбання дасть достатньо впливу, щоб очолити весь клан. Шляхом короткого розслідування, Кірію приходить до висновку, що його підставили з метою прибрати Шінтаро Казаму (Тецуя Ватарі), названого батька Кірію, з гонки за крісло патріарха. Кірію з боєм покидає не тільки Доджіму, а і організацію якудза загалом.
Покинувши клан і ставши звичайним цивільним, Кірію знайомиться з агентом нерухомості Тецу Тачібаною (Арата Юра), який в свою чергу розкриває, що діє як довірена особа Казами, щоб завадити планам Доджіми. Після цього Кірію офіційно стає союзником Тачібани у пошуках власника Порожнього лоту. Ним виявляється рідна сестра Тачібани, з якою той втратив зв'язок багато років тому. Вона успадкувала ділянку від діда і останній раз її бачили в Сотенборі, Осака.
Паралельно з аркою Кірію, в Сотенборі розгортається своя історія. Ґоро Маджіма керує «Кабаре Ґранд» як покарання за свою роль у невдалій операції клану три роки тому. Його бос, Цукаса Саґава (Шінґо Цурумі), веде постійний нагляд за Маджімою, змушуючи того щомісяця приносити дедалі більші прибутки. Отримавши новий наказ від патріарха Шимано (Наомі Кусумі), Саґава робить Маджімі пропозицію: він може бути негайно відновлений на своїй колишній посаді в якудза, якщо виконає для них замовлення на вбивство. Ціль — Макото Макімура, сліпа жінка яку він знаходить під захистом колишнього найманого вбивці та за сумісництвом власника місцевого масажного салону Вен Хай Лі (Казунарі Танака). Маджіма дізнається, що сліпота Макото була спричинена психологічною травмою під час пошуків зниклого брата. Втрьох вони намагаються втекти із Сотенборі, але Саґава влаштовує їм засідку, під час якої Лі гине, а сам Маджіма втрачає свідомість за секунду до того, як незнайомець уносить Макото невідомо куди. Після тривалого розслідування стає відомо, що Макото забрав старший офіцер клану Тоджо і добрий друг Казами, Масару Сера (Тору Окава). Зустрівшись з Серою в його штаб-квартирі, Маджіма дізнається, що кілька годин тому той відправив Макото в Камурочо з Кірію.
Кірію переховує Макото в безпечному місці, а сам намагається влаштувати її зустріч з Тачібаною. Однак його задум провалюється і Тачібана потрапляє в полон до якудза, котрі тортурами намагаються дізнатися в нього місцезнаходження власника Порожнього лоту. Кірію приходить йому на порятунок запізно і той вмирає на руках у Макото. Там же від якудза Доджіми вони дізнаються, що у клані Тоджо є зрадник, який намагається продати цю ділянку суперницькій організації якудза. Тим часом Маджіма у пошуках Макото прибуває до Камурочо. Там він дізнається, що його колишній бос, Шимано, і є тим самим зрадником Тоджо та має намір продати Порожній лот Альянсу Омі в обмін на їхню допомогу в отриманні посади голови клану. Шимано також розповідає, що знав, що Маджіма не буде вбивати Макото, і натомість захистить та завоює її довіру. Тепер Шимано хоче, щоб той використав цю довіру, щоб змусити її продати Порожній лот. В обмін на це Шимано обіцяє не вбивати Макото і поновити Маджіму на його колишній посаді якудза.
Маджіма, у якого за час їхніх спільних пригод з'явилися почуття до Макото, намагається врятувати її від Доджіми, але найманий вбивця встигає важко її поранити. Їм обом допомагає Сера, котрий вчасно доставляє Макото до лікарні. Невдовзі Кірію дізнається про подальші наміри Доджіми напасти на штаб-квартиру Сери та вирушає на допомогу. Після тривалого поєдинку з людьми Доджіми, Кірію відбиває штаб-квартиру і непритомну Макото. В іншому місці Маджіма вривається до штаб-квартири Доджіми. Оскільки більшість людей клану вирушили до сховища Сери, Маджіма самотужки пробивається до офісу патріарха. Перш ніж він встигає вбити Сохея Доджіму, його зупиняє Сера, який повідомляє, що Макімура Макото опритомніла і підписала документи на передачу Порожнього лоту Сері. Він також доручає Маджімі розібратися з Шимано. Незважаючи на наказ Сери, Маджіма домовляється з Шимано не повідомляти про його зраду в обмін на своє повернення у клан.
Епілог
У січні 1989 року Сера стає капітаном (а згодом третім головою) Клану Тоджо, в той час як з втратою своїх лейтенантів, сила сім'ї Доджіма слабне. Кірію знову приєднується до якудза, наполягаючи на тому, що він не пристосований до цивільного життя і сподіваючись знайти власний шлях якудза. Минають місяці, і Маджіму поновлюють на посаді в сім'ї Шимано. Одного дня, патрулюючи вулиці, він стикається зі своїми ж головорізами, які чіпляються до Макото, до якої за цей час повністю повернувся зір. Розлючений Маджіма б'є головорізів за те, що вони чіпляються до цивільних. Оскільки Макімура ніколи не бачила його обличчя до того, як вони розлучилися в пентхаусі Доджіми, вона не впізнає його. Бажаючи, щоб вона забула про пережите, Маджіма не розповідає їй, хто він такий, і не сказавши ні слова йде геть.

## Розробка

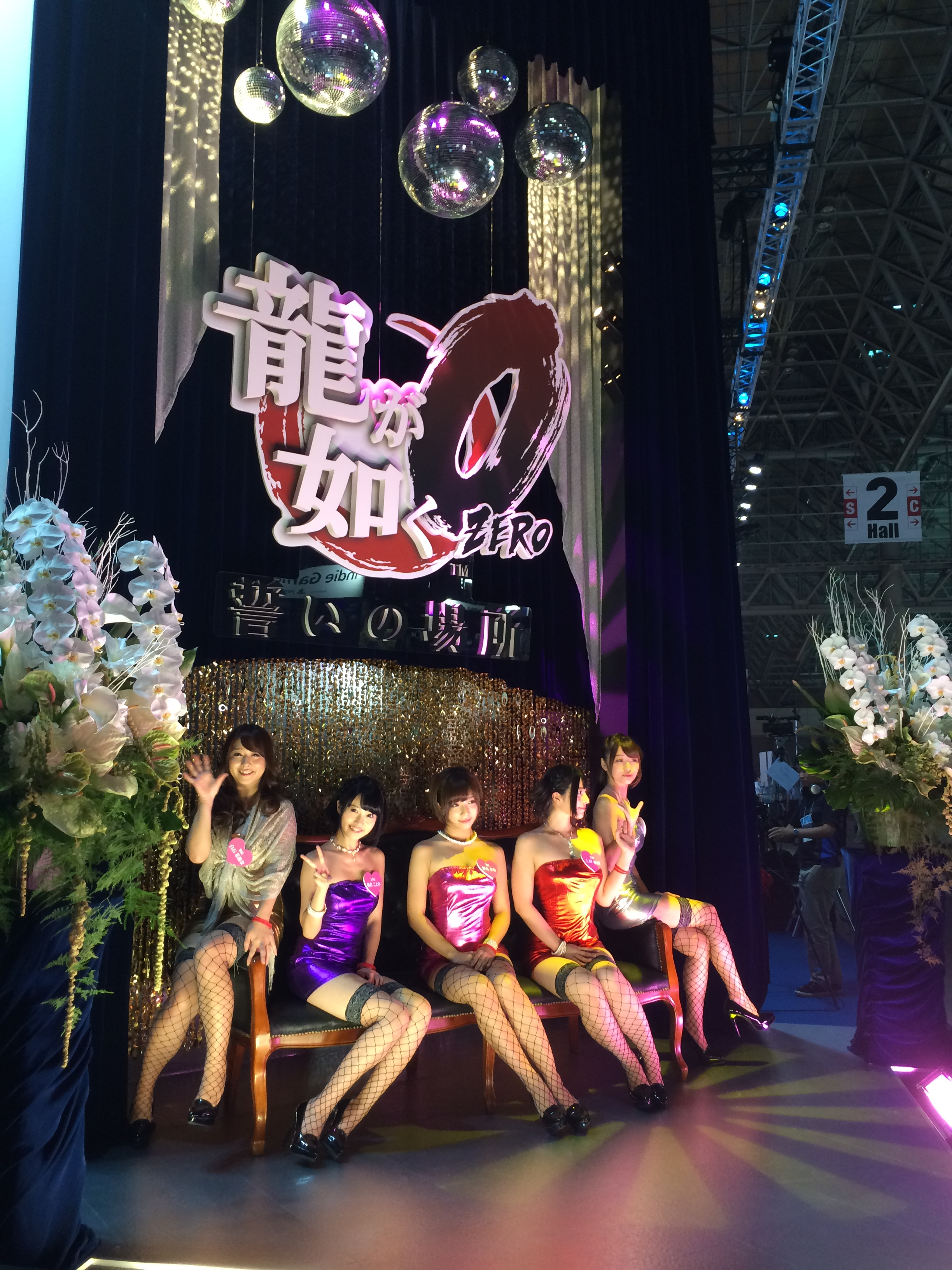
Найпопулярніші відібрані AV idol на Tokyo Game Show 2014, зліва направо: Шираіші Маріна, Асакура Котомі, Сакура Мана, Арімура Чіка, Хацумі Сакі

Вперше гра була анонсована 24 серпня 2014 року. Тридцять найпопулярніших акторок відео для дорослих, за яких попередньо проголосували фанати, також були оголошені для епізодичних ролей у грі, причому перші 10 отримали більш значущі ролі (перші п'ять з'являться як хостес найвищого рівня в міні-грі в кабаре-клубі). Того ж року було оголошено про локалізацію гри китайською мовою, для майбутнього релізу в Азії в травні 2015 року. Shōnan no Kaze виконали головну та фінальну тему гри, «Bubble» (バブル) та «Kurenai» (紅, Crimson) відповідно; ці пісні не були ліцензовані для англомовного релізу і натомість були замінені оригінальними інструментальними треками.
Sega хотіли акцентувати увагу на улюбленці фандому, Маджімі, оскільки вперше за довгу історію серії він зайняв місце протагоніста. Sega описали Кірію як «прямолінійного чоловіка — жорсткого, але чесного і трохи замкнутого», що означало, що написати його було нескладно. У цій грі та ремейку першої частини серії, Kiwami, взаємодії між Кірію та Маджімою приділяється значно більше уваги, ніж у оригінальній грі франшизи, особливо через зміни в характері Маджіми та його сприйнятті Кірію, коли вони стають друзями та ворогами водночас. У Yakuza 0 також була показана частина історії Кірію, яку Sega хотіли, щоб гравці знали до виходу Yakuza 6. Деякі риси характеру Кірію в Yakuza 0 спеціально були змінені на «відчайдушного запального хлопця», щоб шанувальники, які давно слідкують за серією, дивувалися його вчинкам. Однак головний продюсер Масайоші Йокояма заявив, що персонаж дорослішатиме впродовж сюжетної лінії. Метою команди англомовної локалізації була відповідна передача тональності гумору гри для західного гравця. Незважаючи на славу основного протагоніста франшизи Кірію, Сато зазначив, що гравці набагато більше захоплюються Маджимою.
Китайська локалізація гри замінює персонажа Лао Гуї, найнятого Доджімою китайського вбивцю, на модель обличчя та голос гонконгського актора Сема Лі.
5 грудня 2015 року на виставці PlayStation Experience у Сан-Франциско Джио Корсі з Sony Computer Entertainment оголосив, що Yakuza 0 вийде в Північній Америці для PlayStation 4. Спочатку не було жодного офіційного підтвердження щодо європейського релізу. Тільки через рік з'явилася інформація про спільний вихід в Північній Америці та Європі для PlayStation 4 у січні 2017 року.
Західну локалізацію гри очолив Скотт Стрічарт, продюсер Atlus USA, який займався локалізацією Yakuza Kiwami, Yakuza Kiwami 2 та Yakuza 6. Команді знадобилося півтора року, щоб локалізувати Yakuza 0, яка містить близько 1,8 млн японських ієрогліфів, що майже вдвічі перебільшує середньостатистичну JRPG, які зазвичай містять від 1 до 1,2 млн. Окрім проблем із перекладом тону та гумору, команда Стрічарта мала труднощі з локалізацією традиційних азійських ігор, зокрема маджонга та шоґі. Щоб зробити ці міні-ігри доступними для західної аудиторії, Atlus довелося надавати детальні правила разом з ігровим процесом. Під час процесу локалізації, за словами Стрічарта, команда написала загалом 34 сторінки пояснень до маджонгу.

### Yakuza 0 Director's Cut
Yakuza 0 Director's Cut було анонсовано 2 квітня 2025 року як тимчасовий ексклюзив для Nintendo Switch 2. Реліз відбувся 5 червня 2025 року як одна зі стартових ігор для нової консолі. До Director's Cut увійшли нові катсцени, англійська та китайська озвучки, новий онлайн-мультиплеєрний режим під назвою Red Light Raid, а також локалізація французькою, німецькою, італійською та іспанською мовами. Також були відновлені ліцензовані музичні треки з японської версії.

## Оцінки та нагороди
| Агрегатор  | Оцінка                              |
| ---------- | ----------------------------------- |
| Metacritic | PS4: 85/100 PC: 86/100 XONE: 90/100 |

| Видання       | Оцінка  |
| ------------- | ------- |
| Destructoid   | 9/10    |
| Famitsu       | 36/40   |
| Game Informer | 9.25/10 |
| GameSpot      | 8/10    |
| GamesRadar+   | [ 36 ]  |
| IGN           | 8.5/10  |
| Polygon       | 8/10    |

Yakuza 0 отримала «загалом схвальні» відгуки від критиків, а версія для Xbox One — «всесвітнє визнання», згідно з агрегатором рецензій Metacritic.
PlayStation LifeStyle оцінили гру на 9/10, назвавши її найкращою в серії та «результатом 10 років, витрачених не лише на вдосконалення формули, але й на її доповнення». На платформах PS3 та PS4 гра отримала 36/40 від Famitsu. Eurogamer поставили гру на 45 місце у своєму списку «50 найкращих ігор 2017 року», а Polygon — на 44 місце у списку 50 найкращих ігор 2017 року, а The Verge внесли її до списку 15 найкращих відеоігор 2017 року.
Бойову систему гри часто хвалили за її жорстокість, хоча IGN вона здалася занадто простою через схильність гравців просто натискати всі доступні кнопки. Game Informer порівняли випадкові бої з аркадними іграми в жанрі побий усіх і хвалили концепцію системи грінду, оскільки її використання тут необхідне через те, наскільки складним є кожен бос у фінальній частині гри. GameSpot критично оцінили геймплей, назвавши його застарілим, зауваживши, що, незважаючи на покращення у порівнянні з іграми для PlayStation 3, все ще трапляються відрізки з низькою продуктивністю. Тим не менш, рецензент насолоджувався бойовою системою та гріндом, вважаючи їх більш цікавими. PlayStation Life Style похвалили другорядних персонажів, а також різноманітність бойових прийомів для кінематографічних рухів Кірію та Маджіми. Міні-гра в кабаре-клубі з квестової лінійки Маджіми була особливо високо оцінена як «затягуюча» та навіть названа «найкращою частиною» гри.
Рецензенти також високо оцінили історію, акторський склад та доступність приквелу для нових гравців серії. Деякі видання вважали новий [порівняно з іншими частинами франшизи] погляд на Маджіму більш цікавим, ніж частину гри присвячену Кірію. EGMNOW сподобався контраст дуету протагоністів в оповіданні. GamesRadar похвалили постійне перемикання між протагоністами, оскільки це «допомагає освіжити оповідь». Рецензент Polygon мав змішані почуття щодо акторського складу, оскільки антагоністи часто переходять в ранг гідних довіри союзників, незважаючи на їх жорстокі дії раніше, а також той факт, що більшість жіночих персонажів, слабко прописані як в основній оповіді, так і в побічному контенті. GameSpot вважає, що сюжет є найбільшою силою гри, завдяки роботі з катсценами, серйозному оповіданню та чудовій роботі акторів озвучки. Незважаючи на те, що гра містить багато схожих з попередніми іграми сюжетних ходів, PlayStation LifeStyle вважає, що Yakuza 0 має найкращий наратив у всій серії, високо оцінюючи такі елементи, як швидкий темп оповідання та загальне зображення 1980-х років.

### Продажі
Гра дебютувала на першому місці в японському чарті в перший тиждень після релізу. Версії для PlayStation 3 і PlayStation 4 були продані накладом 146 тис. і 90 тис. копій відповідно. Станом на червень 2015 року гра була продана в Японії і китайськомовних регіонах Азії накладом понад 500 тис. копій. Президент Sega Харукі Сатомі заявив, що китайська версія гри була продана краще, ніж очікувалося.
У Великій Британії Yakuza 0 посіла 8-ме місце за кількістю продажів за тиждень до 28 січня. Запаси фізичних копій гри на складах закінчилися швидше запланованого, що свідчило про те, що гра розійшлася набагато краще ніж очікувалося.

### Нагороди
| Рік  | Нагорода               | Категорія                   | Примітки     | Результат | Дж.    |
| ---- | ---------------------- | --------------------------- | ------------ | --------- | ------ |
| 2017 | Golden Joystick Awards | «Гра року на PlayStation»   |              | Номінація | [ 52 ] |
| 2017 | Destructoid            | «Найкраща гра для PS4»      |              | Номінація | [ 53 ] |
| 2017 | IGN                    | «Найкраща пригодницька гра» |              | Номінація | [ 54 ] |
| 2017 | Giant Bomb             | «Найкращий стиль»           |              | Номінація | [ 55 ] |
| 2017 | Game Informer          | «Найкращий головний герой»  | Ґоро Маджіма | Перемога  | [ 56 ] |